# سیارک ۱۰۸۱۳
سیارک ۱۰۸۱۳ (به انگلیسی: 10813 Masterby، نامگذاری:1993FE31) ده هزار و هشتصد و سیزدهمین سیارک کشف شده‌است که در ۱۹ مارس ۱۹۹۳ کشف شد.
قدر مطلق سیارک برابر ۵۳.۶ است.